# Broadchurch

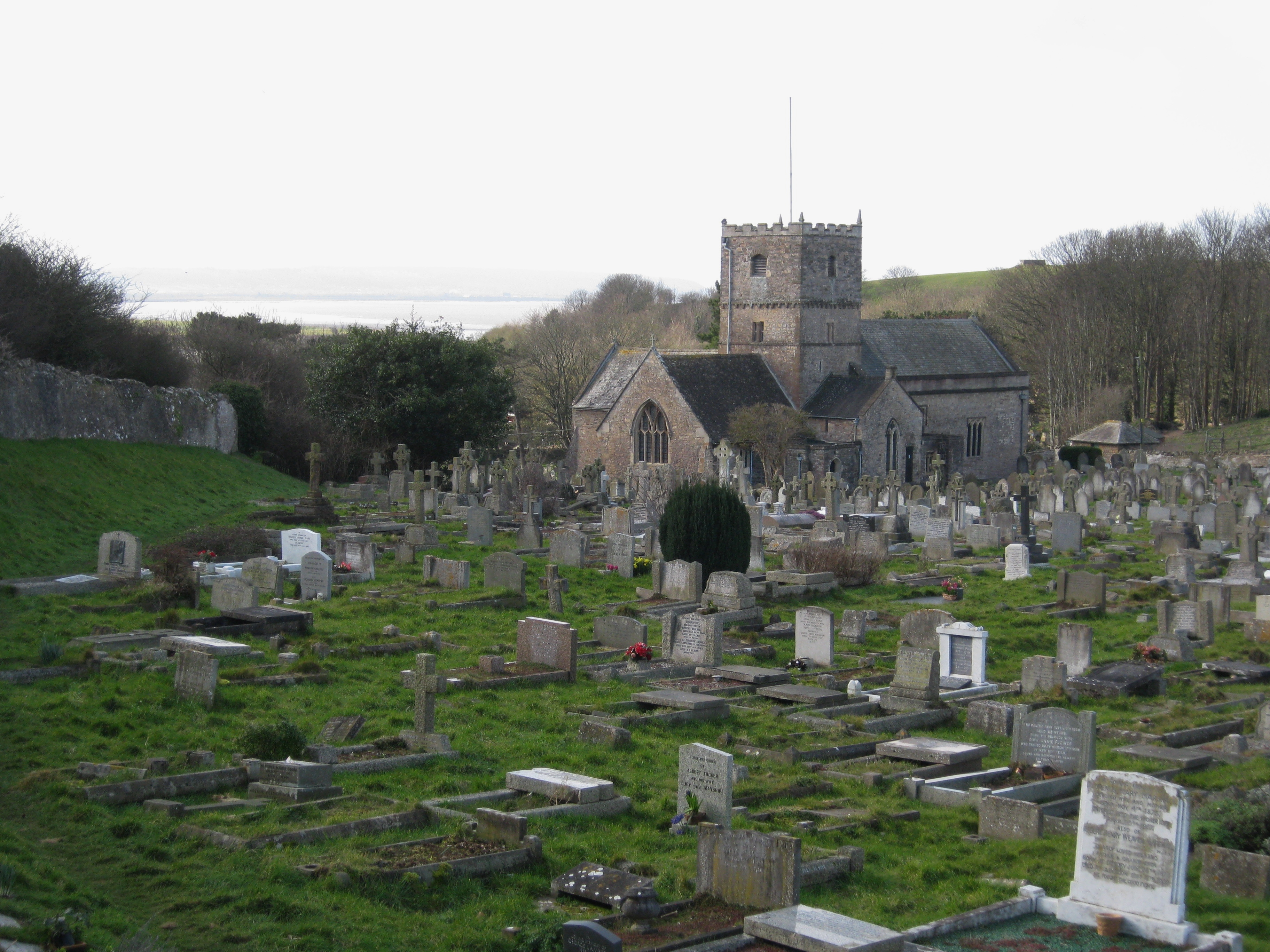
St Andrews Church, Clevedon; Drehort für Broadchurch

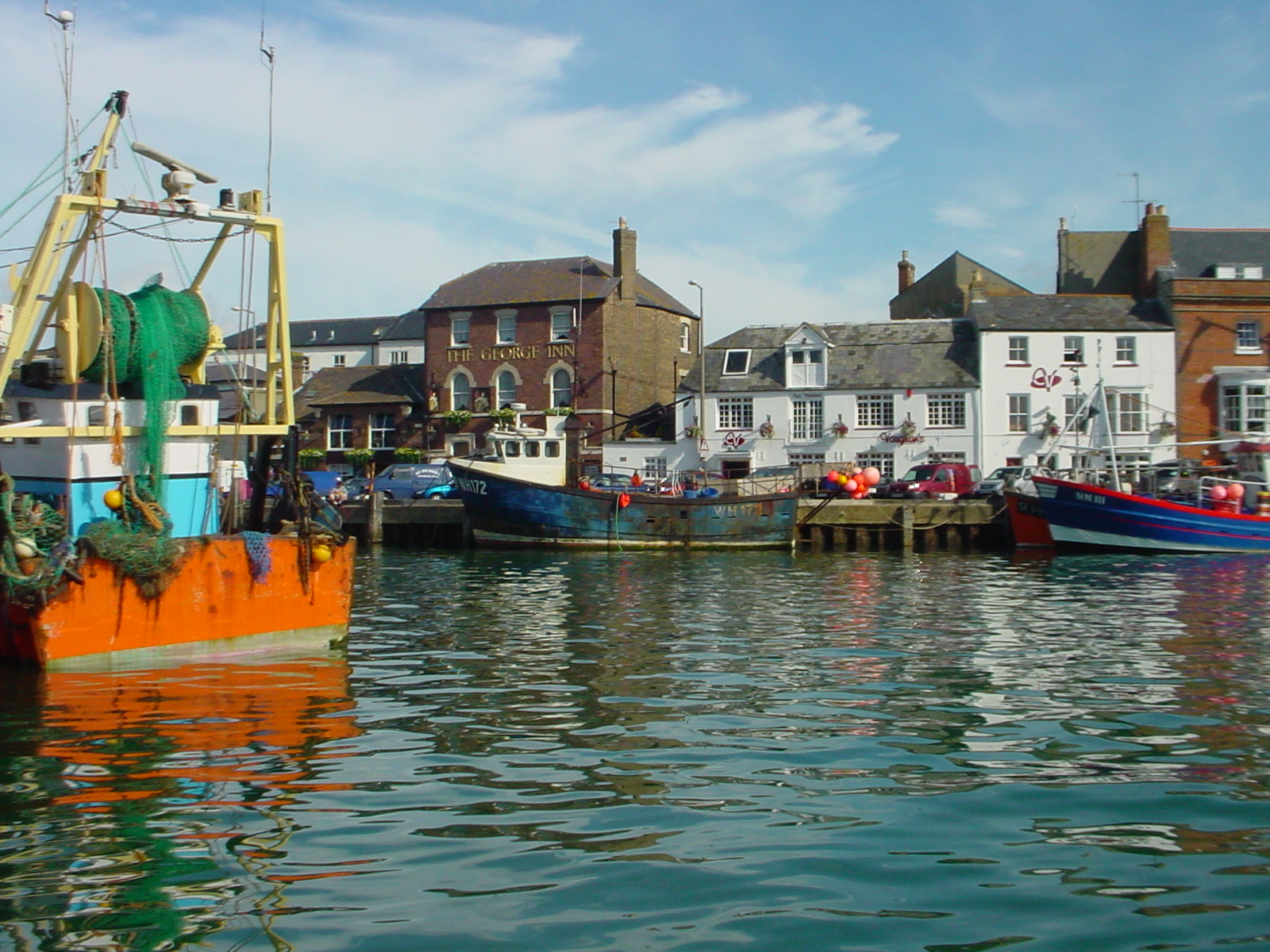
The George Inn, Hafen von Weymouth; Drehort für Broadchurch

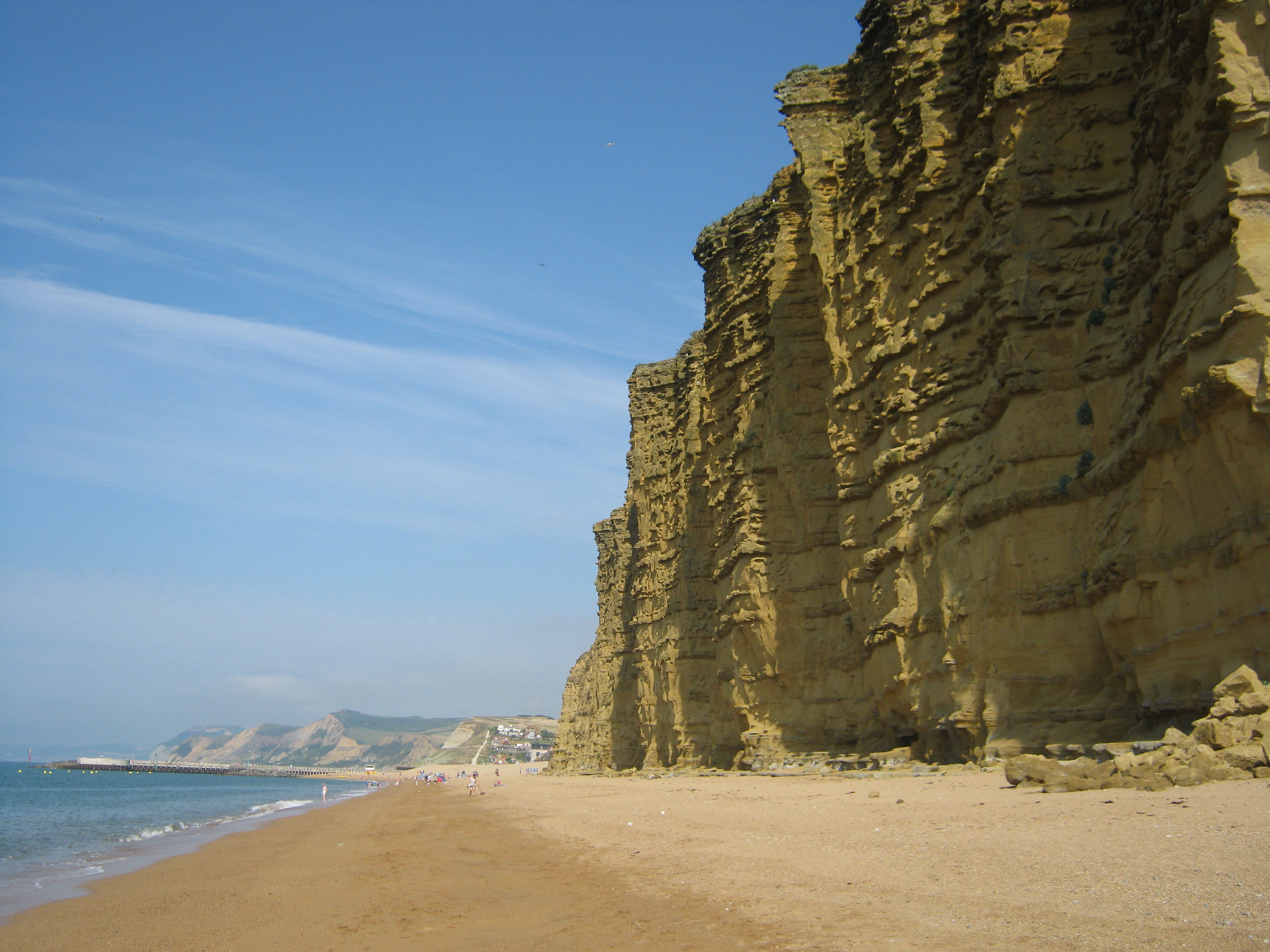
Jurassic Coast Cliffs, West Bay; Drehort für Broadchurch (Fundort von Dannys Leiche)

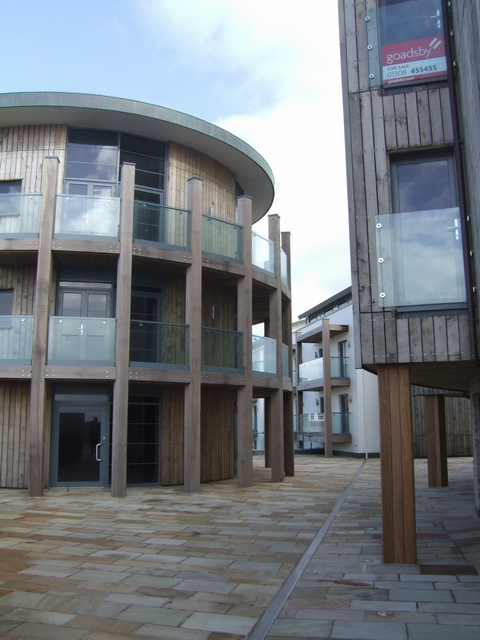
West-Bay-Architektur; Drehort für Broadchurch (Polizeipräsidium)

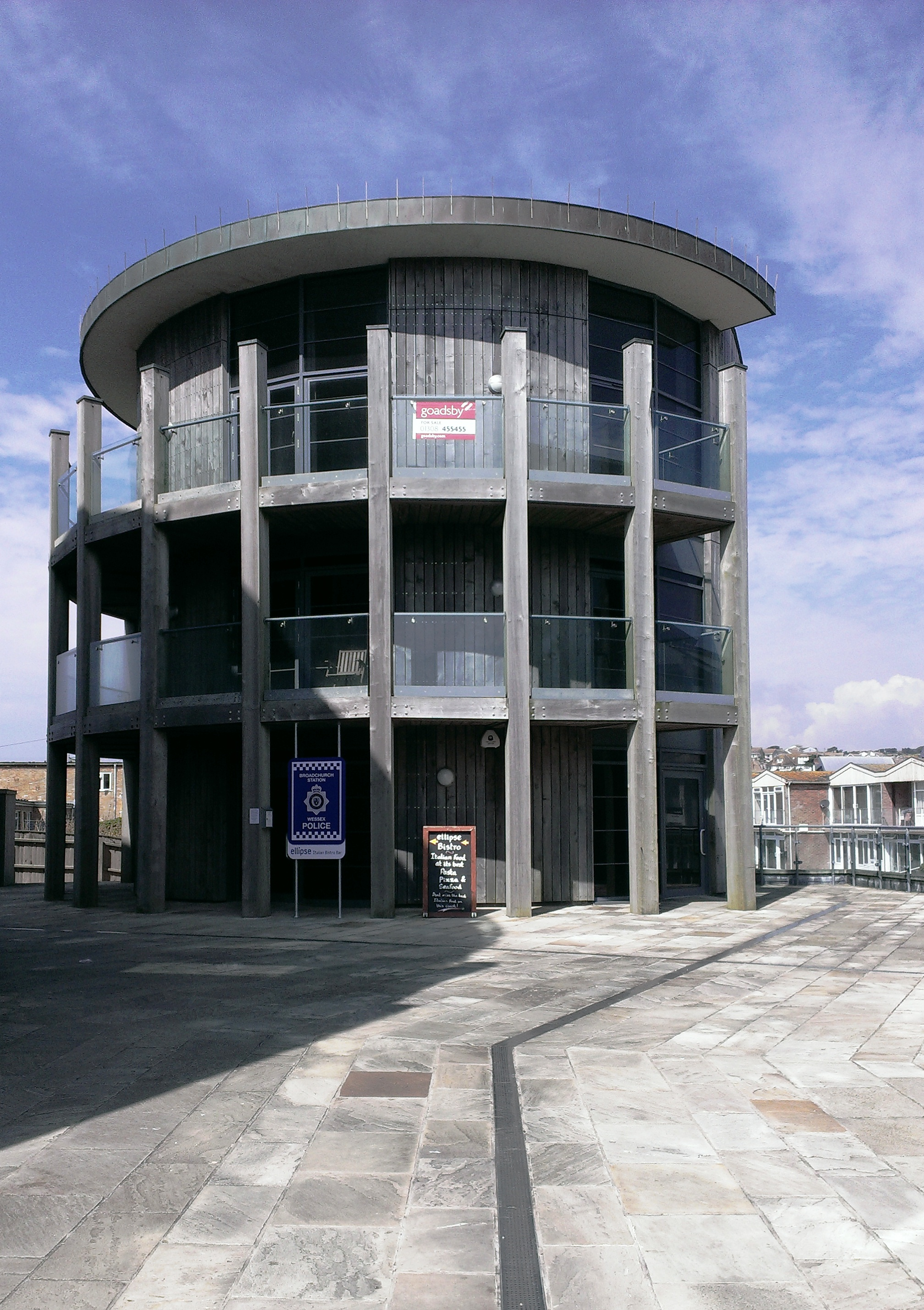
Broadchurch Police Station; Broadchurch-Set in West Bay

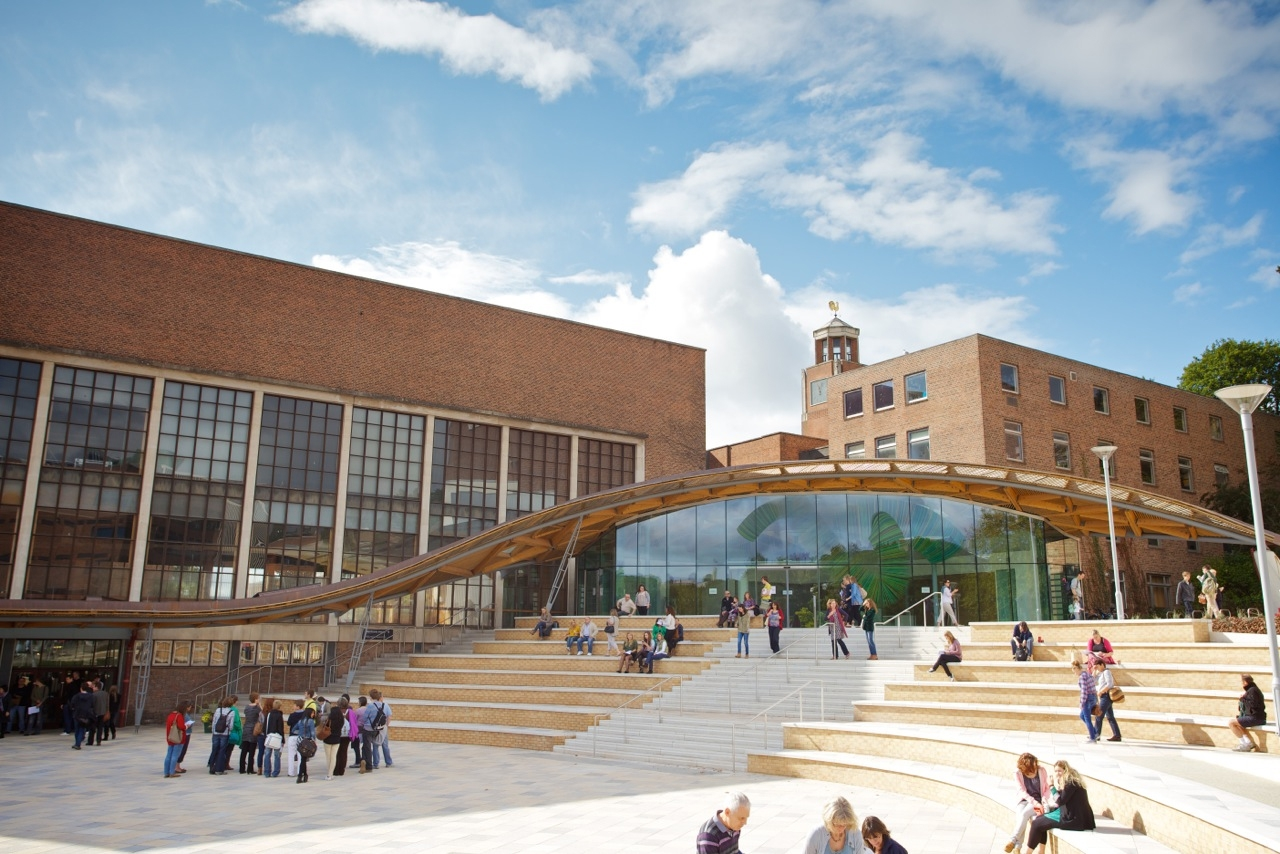
University of Exeter; Drehort für Broadchurch (Gerichtsgebäude)

Broadchurch (in der Schweiz: Broadchurch – Ein Dorf unter Verdacht) ist eine britische Krimi-Drama-Serie des Senders ITV. Sie wurde entwickelt von Chris Chibnall und behandelt den Tod eines elfjährigen Jungen, die anschließenden Mordermittlungen und deren Auswirkungen auf die Bewohner von Broadchurch, einem fiktiven beschaulichen Küstendorf in Südwestengland. Der Umgang mit Dannys Tod wird über mehrere Jahre hinweg aus einer Vielzahl verschiedener Perspektiven geschildert. In den Staffeln zwei und drei rückt daneben jeweils ein weiteres Verbrechen in den Mittelpunkt.
David Tennant spielt die Hauptrolle des schottischen Detective Inspector Alec Hardy. Olivia Colman verkörpert Hardys einheimische Kollegin Ellie Miller.
Jede der drei Staffeln umfasst acht Episoden von knapp 50 Minuten Länge. Die erste Staffel wurde ab dem 4. März 2013 erstausgestrahlt, die zweite startete am 5. Januar 2015. Sie knüpft thematisch und zeitlich direkt an die Ereignisse der ersten Staffel an, so wird neben der Gerichtsverhandlung um Dannys Tod auch ein in der ersten Staffel erwähntes ungelöstes Verbrechen aus Hardys Vergangenheit aufgeklärt. Die dritte Staffel wurde vom 27. Februar bis zum 17. April 2017 ausgestrahlt. Sie behandelt vordergründig eine neue Straftat in Broadchurch, bindet allerdings die zwischen den Staffeln verstrichene Zeit mit ein und zeigt die auch nach vier Jahren noch tiefreichenden Wunden durch Dannys Tod.
Broadchurch erhielt eine Vielzahl an Auszeichnungen, darunter mehrere BAFTA-, NTA- und RTS-Awards sowie den Peabody Award für einen herausragenden Beitrag zur fortwährenden Gewährleistung von Qualitätsfernsehen. Die Frankfurter Allgemeine Zeitung bezeichnete die erste Staffel als „berührend“, zugleich „ohne Anflug von Kitsch“ und „um Zillionen besser als alles, was das deutsche Fernsehen an Kriminalfilmen je zustande gebracht hat.“ Gelobt wurde insbesondere die Güte der Erzählung und die „glänzenden“ Leistungen der Darsteller wie auch die sensible Kameraführung und die „kongeniale“ Musik des Isländers Ólafur Arnalds. Einzig die deutsche Synchronisation wurde bemängelt.

## Episoden
| Staffel | Episoden- anzahl | Erstausstrahlung UK | Erstausstrahlung UK | Erstausstrahlung UK | Erstausstrahlung UK | Deutschsprachige Erstausstrahlung | Deutschsprachige Erstausstrahlung |
| Staffel | Episoden- anzahl | Staffelpremiere     | Staffelfinale       | ⌀ Zuschauerzahlen   | ⌀ Zuschaueranteil   | Staffelpremiere                   | Staffelfinale                     |
| ------- | ---------------- | ------------------- | ------------------- | ------------------- | ------------------- | --------------------------------- | --------------------------------- |
| 1       | 8                | 4. März 2013        | 22. April 2013      | 09,37 Millionen     | 32,5 %              | 10. März 2014                     | 14. April 2014                    |
| 2       | 8                | 5. Januar 2015      | 23. Februar 2015    | 09,68 Millionen     | 34,4 %              | 30. November 2015                 | 8. Dezember 2015                  |
| 3       | 8                | 27. Februar 2017    | 17. April 2017      | 10,75 Millionen     | 38,2 %              | 18. Oktober 2017                  | 8. November 2017                  |

## Handlungsübersicht
Staffel 1
In der ersten Staffel geht es um die Ermittlungen nach dem Tod des elfjährigen Danny Latimer. Dieser wird eines Morgens tot am Fuße einer Klippe seines Heimatortes Broadchurch aufgefunden.
Dabei liegt der Fokus nicht nur auf den Mordermittlungen selbst, sondern vielmehr auf dem Einfluss des Verbrechens und der Ermittlungen auf die dörfliche Gemeinschaft.
Die Ermittlungen werden von DS Ellie Miller (Olivia Colman), deren Sohn Dannys bester Freund war, und DI Alec Hardy (David Tennant) geleitet. Im Zuge der Ermittlungen werden die Bewohner des Dorfes durchleuchtet und diverse Geheimnisse der Bewohner aufgedeckt. Immer wieder geraten Einzelne in den Verdacht, Danny umgebracht zu haben. Willkürliche Beschuldigungen und Gerüchte zerstören das Vertrauen der Dorfbewohner zueinander, es kommt schließlich sogar zum Suizid eines Unschuldigen. Auch die lokalen und überregionalen Medien spielen eine Rolle in der Serie.
Staffel 2
Die zweite Staffel hat zwei Handlungsstränge: Das Gerichtsverfahren gegen die Person, die wegen des Mordes an Danny angeklagt ist und die Wiedereröffnung eines Falles im Städtchen Sandbrook. Wie schon in der ersten Staffel erwähnt, geht es um zurückliegende Ermittlungen von DI Hardy in einem Mordfall: Zwei Cousinen sind ermordet worden. Aufgrund eines vermeintlichen Ermittlungsfehlers Hardys wurde der Hauptverdächtige freigesprochen. Zusammen mit DS Miller rollt Hardy den Fall neu auf und es gelingt den beiden, den Mörder zu überführen.
Staffel 3
Die letzte Staffel begleitet Miller und Hardy bei der Ermittlung in einem schweren Sexualverbrechen. Wie schon in den vorherigen Staffeln liegt der Fokus neben der reinen Aufklärung des Verbrechens insbesondere auf der Darstellung des Leides, das eine solche Tat, die Ermittlungsarbeit und die Aufmerksamkeit der Presse bei allen betroffenen Menschen im Umfeld von Opfer und Täter verursacht. Auch der Tod Dannys ist nach vier Jahren noch lange nicht verarbeitet, er hat die Leben der Menschen in Broadchurch nachhaltig verändert und insbesondere seine Familie ist noch immer weit von einem gewöhnlichen Alltag entfernt.
Schöpfer Chris Chibnall sagte, „Wir haben noch eine letzte Geschichte zu erzählen, in der sowohl bekannte als auch neue Gesichter vorkommen. Ich hoffe, es ist ein überzeugender, fesselnder und emotionaler Abschied von einer Welt und einer Serie, die mir so viel bedeutet.“

## Besetzung und Synchronisation
Die deutschsprachige Synchronisation entstand unter der Dialogregie von Florian Krüger-Shantin durch die Synchronfirma Interopa Film GmbH in Berlin. Die Dialogbücher schrieben Andreas Hinz, Tina Bartel, Florian Krüger-Shantin und Angela Ringer.
| Rollenname          | Schauspieler           | Staffeln/Episoden      | Synchronsprecher         |
| ------------------- | ---------------------- | ---------------------- | ------------------------ |
| Alec Hardy          | David Tennant          | 1–3                    | Axel Malzacher           |
| Ellie Miller        | Olivia Colman          | 1–3                    | Arianne Borbach          |
| Beth Latimer        | Jodie Whittaker        | 1–3                    | Melanie Hinze            |
| Mark Latimer        | Andrew Buchan          | 1–3                    | Sven Gerhardt            |
| Tom Miller          | Adam Wilson            | 1–3                    | Vincent Borko            |
| Chloe Latimer       | Charlotte Beaumont     | 1–3                    | Lydia Morgenstern        |
| Olly Stevens        | Jonathan Bailey        | 1–2                    | David Turba              |
| Rev. Paul Coates    | Arthur Darvill         | 1–3                    | Rainer Fritzsche         |
| Joe Miller          | Matthew Gravelle       | 1–3                    | Gerrit Hamann            |
| Maggie Radcliffe    | Carolyn Pickles        | 1–3                    | Kerstin Sanders-Dornseif |
| Susan Wright        | Pauline Quirke         | 1–2                    | Heike Schroetter         |
| Nige Carter         | Joe Sims               | 1–3                    | Wanja Gerick             |
| Liz Roper           | Susan Brown            | 1                      | Isabella Grothe          |
| Jocelyn Knight      | Charlotte Rampling     | 2                      | Karin Buchholz           |
| Sharon Bishop       | Marianne Jean-Baptiste | 2                      | Joseline Gassen          |
| Ricky Gillespie     | Shaun Dooley           | 2                      | Martin Kautz             |
| Claire Ripley       | Eve Myles              | 2                      | Britta Steffenhagen      |
| Lee Ashworth        | James D’Arcy           | 2                      | Thomas Nero Wolff        |
| Becca Fisher        | Simone McAullay        | 1–2                    | Ursula Hugo              |
| Lucy Stevens        | Tanya Franks           | 1–2                    | Sabine Arnhold           |
| Abby Thompson       | Phoebe Waller-Bridge   | 2                      | Wanda Worch              |
| Ben Haywood         | William Andrews        | 1–3                    | Florian Hoffmann         |
| D.C. Katie Harford  | Georgina Campbell      | 3                      | Maria Hönig              |
| Karen White         | Vicky McClure          | 1                      | Antje von der Ahe        |
| Brian Young         | Peter De Jersey        | 1–3                    | Detlef Bierstedt         |
| Dean Thomas         | Jacob Anderson         | 1                      | Jeffrey Wipprecht        |
| Alan                | Roger Ringrose         | 2.01                   | Sven Brieger             |
| Alex                | Alex Hopkinson         | 3.03                   | Dennis Sandmann          |
| Caroline Hughes     | Mariah Gale            | 3.02, 3.08             | Susanne Geier            |
| Charlie             | Aaron May              | 3.03, 3.04, 3.07       | Philip Süß               |
| CS Elaine Jenkinson | Tracey Childs          | 1.01, 1.05, 1.07, 1.08 | Daniela Hoffmann         |
| Daisy Hardy         | Hannah Rae             | 2.04, 3                | Emily Gilbert            |
| Danielle Lawrence   | Ines De Clercq         | 3.05, 3.08             | Jodie Blank              |
| Dr. James Lovegood  | David Sibley           | 1.01                   | Rainer Doering           |
| Jack Marshall       | David Bradley          | 1.01–1.05              | Peter Groeger            |
| Jonah Bishop        | Nakay Kpaka            | 2.03, 2.05             | Simon Derksen            |
| Laurie              | Bill Fellows           | 1.02, 1.04, 1.06       | Klaus-Dieter Klebsch     |
| Leo Humphries       | Chris Mason            | 3.02–3.08              | Tino Mewes               |
| Pete Lawson         | Marcus Garvey          | 1.02–1.05              | Klaus-Peter Grap         |
| Trish Winterman     | Julie Hesmondhalgh     | 3                      | Peggy Sander             |
| Leah Winterman      | Hannah Millward        | 3.02–3.08              | Marie Hinze              |

## Rezeption

### Einschaltquoten
Während ihrer Erstausstrahlung erzielte die erste Broadchurch-Staffel sensationelle Einschaltquoten von über neun Millionen Zuschauern pro Folge und einem Zuschaueranteil von über 30 Prozent.
Die Auftaktepisode der zweiten Staffel am 5. Januar 2015 zog durchschnittlich 7.3 Millionen Zuschauer an (die Zuschauerzahlen stiegen von anfangs 6,8 Millionen um 21 Uhr auf über 8,9 Millionen Zuschauer im Verlauf der Episode). Dies entspricht erneut einem Anteil von 30,1 %, die zweitbeste Quote an jenem Abend nach Coronation Street (ebenfalls ITV, bis zu 8,3 Millionen Zuschauer). Weitere 300 000 Zuschauer sahen die Folge eine Stunde später auf ITV+1 (insgesamt also 7,6 Millionen). Die Premiere der zweiten Staffel zog 800 000 Zuschauer (28,1 %) mehr an als die Premiere der ersten Staffel. Die Zuschauerzahlen waren außerdem um 22,6 % höher als der ITV-Jahresdurchschnitt um diese Sendezeit (5,2 Millionen). Mit insgesamt 10,86 Millionen Zuschauern (inkl. Wiederholung und Mediathekabrufen in der Folgewoche) zählte die Episode senderübergreifend zu den 50 meistgesehenen Fernsehsendungen des Jahres und war 2015 die meistgesehene Serienfolge auf ITV.
Die Zuschauerzahlen für Folge 2.02 fielen auf 6,11 Millionen (Anteil 22,4 %) inklusive der ITV+1-Zuschauerschaft. Dies war zwar die niedrigste Einschaltquote innerhalb der Serie seit Folge 1.05, reichte aber dennoch, um dem Sender die höchsten Einschaltquoten des Abends zu sichern. Die Einschaltquoten der dritten Folge fielen erneut auf 5,2 Millionen Zuschauer, die niedrigsten Zahlen seit Serienbeginn. Begründet wurde dies durch die zeitgleiche Ausstrahlung der BBC-Erfolgsserie Silent Witness sowie die „unrealistische Darstellung der Anwälte und einer Geburtsszene“. In der folgenden Woche sanken die Zuschauerzahlen erneut leicht auf 5,6 Millionen Zuschauer. Dies ist für den Mittelpunkt der Ausstrahlungszeit einer Serie allerdings immer noch ein gutes Ergebnis und konnte dem Sender ein weiteres Mal die besten Quoten des Abends sichern (die Episode übertraf diesmal auch die erneut gleichzeitige Ausstrahlung von Silent Witness).
Die dritte und letzte Staffel brachte die besten Quoten der Serie ein: Jede einzelne Folge zog mehr als 10 Millionen Zuschauer an, der durchschnittliche Zuschaueranteil betrug dadurch fast 40 % des gesamten Fernsehpublikums (alle drei Staffeln hatten herausragende Quoten von jeweils über 30 % Marktanteil). Die finale achte Folge wurde von 11,61 Millionen Briten verfolgt, dies war die höchste Einschaltquote der ganzen Serie und zudem die höchste Quote überhaupt in mehr als einem Monat (über alle Sendungen und Fernsehprogramme hinweg). Die meisten Broadchurch-Episoden sicherten ITV die jeweils höchsten Zuschaueranteile der Ausstrahlungswoche.

### Rezension
Die Frankfurter Allgemeine Zeitung lobte die neue Serie als „Meisterwerk. Ästhetisch, visuell und musikalisch, schauspielerisch und erzählerisch“ und schrieb weiter:

„Ohne den Kriminalfall des am Strand tot aufgefundenen Elfjährigen je zu verlassen, sondern mit ungeheurer Ökonomie der Mittel, geht es hier eben nicht um die Nerven des Publikums angesichts von Kinderleid, sondern um die Schlüsselkraft, die ein unfassbarer Tod in Bezug auf alle von ihm Betroffenen entwickelt. Schon die erste Sequenz des Films […] umreißt […] die kontrastierenden Leitmotive: die Enge und die Weite des Schauplatzes, des Falles, der Seelen. Genauso symbolisch, ohne aufdringlich zu sein, ist der erste frühmorgendliche Gang des noch ahnungslosen Vaters zur Arbeit, der fast alle Personen einführt, die von da an eine Rolle spielen […]. Die Latimers, über die das Leid kommt, und die Millers, bei denen die Frau als Polizistin (Olivia Coleman [sic]) das Geld verdient, bilden das Zentrum; die Hotelbesitzerin, die das Wort ‚Fremdenverkehr‘ sehr ernst nimmt, der Mann vom Kiosk (großartig: David Bradley, den viele als Hausmeister Filch von Hogwarts kennen werden), der schon verdächtig ist, weil er allein lebt, und die böse Wohnwagenbewohnerin am Strand (glänzend unsympathisch gespielt von Pauline Quirke) sind die Peripherie. Von außen kommen nur der Miller vor die Nase gesetzte unwirsch-sachliche und zugleich schmerzgeschüttelte Ermittler Hardy (David Tennant) sowie die ehrgeizige Großstadtjournalistin White, und von außen, wollen die Menschen denken, kommt der Tod. […] Alle sind ineinander verhakt, und der Film nimmt sich alle Zeit, um das nicht zu entwirren, sondern als ausweglos zu schildern, um zugleich die Ermittlung Stück um Stück voranzutreiben. Die Trostlosigkeit des Todes wird gewissermaßen an allen trostversprechenden Elementen erwiesen, von der Natur über die Gemeinschaft und das Recht bis zur Liebe. Ein Gemeindebewohner mit zweitem Gesicht, die Schattenseiten des besten Kumpels, die Geheimnisse des Opfers selbst - eigentlich ist nur seine Mutter, deren Verzweiflung Jodie Whittaker herzzerreißend darstellt, eine Figur ohne widriges Moment.“

Bemängelt wurde einzig die Übersetzung als Manko der ZDF-Ausstrahlung:

„Das alles kommt durch die deutsche Synchronisation leider gebremst heraus. Hier sprechen nämlich alle ein gepflegtes Durchschnittsschauspieler-Hochdeutsch – nicht einmal Mütter und Töchter könnte man an den Stimmen auseinanderhalten. Auf eine Wiedergabe der entscheidenden Nuancen des Originals – der auswärtige Ermittler mit schottischem, die Hotelbesitzerin mit australischem Akzent, die lokalen Akteure in allen Abstufungen des eingefärbten Hochenglischs – wurde genauso verzichtet wie auf eine sorgsame Übersetzung. Das Lakonische, knapp Dahingesagte, Umgangssprachliche der Leute von der Küste entfällt völlig. Aus ‚You were having 99s‘ wird ‚Ihr habt Eis gegessen‘, aus ‚no gossip‘ ‚kein Geschwätz‘ statt ‚kein Tratsch‘, die Hotelbesitzerin sagt, als sei sie vom Amt, es warteten draußen noch ‚zwei Personen‘, statt ‚zwei Leute‘, der Vater zum toten Kind ‚Ich hab dich so lieb, Superstar‘, wo es englisch ‚I love you zillions, superstar‘ hieß. Mit einem Wort: Der Umgang mit dem Original ist tausendfach unaufmerksam, wir empfehlen dringend, die DVD mit deutschen Untertiteln anzusehen.[…]
Das Original bleibt davon unbeschädigt, es ist, wenn wir nichts verpasst haben, um Zillionen besser als alles, was das deutsche Fernsehen an Kriminalfilmen je zustande gebracht hat. Selten dürfte überhaupt ein Film die gottverlassene Stimmung so berührend und doch ohne jeden Anflug von Kitsch gezeigt haben, die sich ausbreitet, wenn einer Familie das Schlimmste geschieht. Wer die kongeniale Musik hört, die der Isländer Olafur Arnalds dazu komponiert hat, wird diese Stimmung vom ersten Moment an erfassen und nicht mehr vergessen.“

### Auszeichnungen
Die erste Staffel der Serie erhielt sieben BAFTA-Nominierungen. Olivia Colman gewann die Auszeichnung als Beste Schauspielerin, David Bradley gewann in der Kategorie Bester Nebendarsteller und die Sendung erhielt den Preis für die Beste Dramaserie. Die Serie war außerdem im Wettbewerb um den BAFTA-Zuschauerpreis, verlor aber gegen das Doctor-Who-Special „The Day of the Doctor“, in welchem David Tennant ebenfalls die Hauptrolle innehatte. Bei den BAFTA Craft Awards gewann Ólafur Arnalds in der Kategorie der besten neukomponierten Fernsehmusik, James Strong war für Episode 1 als Bester Regisseur (Sparte Fiktion) nominiert, Mike Jones für den Besten Schnitt (Episode 8), Catrin Meredydd für das Beste Produktionsdesign und Chris Chibnall als bester Autor (Sparte Drama).
Hauptdarsteller David Tennant gewann nach jeder der drei Staffeln (2013, 2015 und 2017) den TV Choice Award für den besten Schauspieler. In den gleichen Jahren wurde auch jeweils die Serie Broadchurch als solche mit diesem Preis ausgezeichnet, 2013 als bestes neues Drama, 2015 und 2017 jeweils in der Kategorie Bestes Drama. Die Serie erhielt daneben eine Vielzahl weiterer Nominierungen und Auszeichnungen, darunter Ehrungen bei den Freesat Awards, den National Television Awards, den Broadcast Awards, den Broadcasting Press Guild Television and Radio Awards und den Royal Television Society Awards. Sie erhielt außerdem einen Peabody Award für ihren „herausragenden und lobenswerten Beitrag zur Gewährleistung von Spitzenleistungen im Qualitätsfernsehen“.
Die dritte Broadchurch-Staffel gewann im Frühjahr 2018 ihren ersten National Television Award in der Kategorie Bestes Krimidrama. Sie setzte sich gegen die Mitnominierten Sherlock und Line of Duty durch.

## Hintergrund

### Produktion
Viele Szenen des fiktiven Ortes Broadchurch wurden in Clevedon in der Region Somerset und West Bay in Dorset (beides in Südwestengland) gedreht.
Die Identität des Mörders wurde bis zum Schluss geheim gehalten. Einzig Olivia Colman erfuhr durch ein Versehen bereits bei ihrer Anstellung davon und wurde zur Verschwiegenheit verpflichtet, David Tennant dagegen wusste wie alle anderen Darsteller und die meisten Produktionsmitarbeiter bis zum Dreh der letzten Folge nicht, wer der Täter ist. Bis zur Aufnahme der Szene, in der die Identität des Mörders bekannt wurde, wussten nur 29 Personen, um wen es sich handelte.
Die Produktion der Serie wurde unter anderem vom ZDF finanziert.
Am 12. April 2016 gab ITV die Besetzung der dritten und finalen Staffel bekannt, darunter erneut Jodie Whittaker, Andrew Buchan, Arthur Darvill, Carolyn Pickles, Adam Wilson und Phoebe Waller-Bridge. Die Dreharbeiten begannen im Mai 2016, übertragen wurde die Staffel ab dem 27. Februar 2017.
Chibnall trat 2017 die Nachfolge Steven Moffats und Russell T. Davies’ als Showrunner (leitender Autor und Koordinator) der Sci-Fi-Kultserie Doctor Who an. Diese Verpflichtung besiegelte die Aussage, Staffel 3 bilde den endgültigen Abschluss der Serie Broadchurch. Letzte Zweifel wurden durch die Bekanntgabe ausgeräumt, Jodie Whittaker werde ihm nach Cardiff folgen und die Hauptrolle des Doktors in seiner 13. Inkarnation übernehmen.

### Internationale Ausstrahlung
Neben der Ausstrahlung in Originaltonfassung in den meisten englischsprachigen Ländern weltweit wurde die Serie bislang auf Deutsch, Russisch und Französisch synchronisiert.
Die deutschsprachige Erstausstrahlung der ersten Staffel erfolgte auf dem zur ProSiebenSat.1 Media gehörenden Fernsehsender Puls 4 zwischen März und April 2014 in Österreich. In der Schweiz wurde die Serie auf SRF zwei im Oktober 2014 ausgestrahlt. In Deutschland erfolgte die Ausstrahlung in vier je 90-minütigen Folgen vom 26. April 2015 bis zum 17. Mai 2015 im ZDF.
Die Deutschlandpremiere der zweiten Staffel sendete 13th Street vom 30. November 2015 bis zum 8. Dezember 2015. Das ZDF zeigte die zweite Staffel im April 2016 wieder in vier Folgen à 90 Minuten.
Im April 2016 wurde offiziell die Produktion einer dritten und definitiv letzten Staffel bekanntgegeben. Ihre Erstausstrahlung begann am 27. Februar 2017 im britischen Fernsehen und endete am 17. April 2017. Die deutsch synchronisierte Fassung wurde seit dem 18. Oktober 2017 in Doppelfolgen auf 13th Street erstausgestrahlt und am 8. November 2017 abgeschlossen. Im Free-TV war die dritte Staffel – wieder in Doppelfolgen – erstmals bei ZDFneo zu sehen, zwischen dem 18. November und 9. Dezember 2019.

### Adaptionen
2014 kaufte die US-Sendeanstalt Fox Broadcasting Company eine Verarbeitungslizenz an Broadchurch und entwickelte eine Adaption der ersten Staffel unter dem Titel Gracepoint. Alec Hardy wurde in Emmet Carver umbenannt und erneut von David Tennant gespielt, alle anderen Rollen wurden wie in Broadchurch benannt und neu besetzt (Ellie Miller – Anna Gunn). Gemeinsam mit Hauptdarsteller David Tennant warb Fox für die Adaption auch erfolgreich den Schöpfer und Drehbuchautor der Originalserie, Chris Chibnall, sowie den ursprünglichen Regisseur James Strong an. Der Verlauf der Geschichte wurde nur geringfügig abgewandelt, außerdem wurde das Ende (die Auflösung der Täterschaft) verändert, letzteres wurde bereits im Vorfeld der Ausstrahlung vom Sender angekündigt. Gracepoint wurde ab dem 2. Oktober 2014 ausgestrahlt. Nach dem gigantischen Überraschungserfolg der Originalserie waren die Einschaltquoten der Adaption derart niedrig, dass keine weitere Staffel von Gracepoint in Angriff genommen wurde.
Der französische Sender France 2, der ab Februar 2014 bereits Broadchurch ausgestrahlt hatte, kündigte ebenfalls eine eigene Adaption der Serie an. Diese wurde gemeinsam mit Shine France produziert und trägt den Titel Malaterra. Als Regisseur wurde Jean-Xavier de Lestrade angeworben. Handlungsort der Serie ist Malaterra, ein fiktives Küstendorf auf Korsika. Die acht 52-minütigen Episoden wurden zwischen dem 18. November und 9. Dezember 2015 auf France 2 erstausgestrahlt.